# Ace Attorney
Ace Attorney, cunoscut în Japonia ca Gyakuten Saiban (Japoneza 逆転裁判 "Procesul Rasturnarii") e serie de novele vizuale și jocuri de aventură creată de Capcom. Primul joc din seria aceasta a fost Pheonix Wright: Ace Attorney, lansat în 2001. De atunci 9 jocuri au mai fost lansate. În plus, seria a mai primit adaptări în formă de filme și anime, și a mai fost baza unei serii de manga, radio drama,musicaluri și scene de teatru.
Jucătorul ia rolul avocaților apărării Phoenix Wright, Mia Fey, Apollo Justice și Athena Cykes, și investighează cazurile și apără clienții în instanță; ei găsesc adevărul prin examinarea martorilor și găsirea unor neconcordanțe între mărturiile și dovezile pe care le-au colectat. Cazurile pot dura cel mult trei zile, cu judecătorul stabilirea rezultatului pe baza dovezilor prezentate de avocatul apărării și procuror. În seria de spin-off Ace Attorney Investigations, jucătorul preia rolul de procuror Miles Edgeworth, iar în spin-off Dai Gyakuten Saiban, ei joacă ca strămoș al lui Phoenix, numit Ryunosuke Naruhodō.
Seria Ace Attorney s-a lansat în Japonia, pe Game Boy Advance cu jocul Phoenix Wright: Ace Attorney în 2001, și a fost publicata în Occident de la lansarea unui port Nintendo DS în 2005.Seria este formată în prezent din șase jocuri principale și patru spin-off-uri, două titluri care colectează primele trei jocuri principale fiind lansate:Ace Attorney: Phoenix Wright Trilogia HD, care a fost lansat pentru iOS, în 2012, în Japonia și în 2013, în Occident, și Phoenix Wright: Ace Attorney Trilogia, care a fost lansat pentru Nintendo 3DS în 2014.